# Список глав государств в 1774 году
| 1773 ← Список глав государств по годам → 1775 |

## Азия
- Азербайджан — 
  -  Ардебильское ханство — Назар Али, хан (1763—1792)
  -  Бакинское ханство — Мелик Мухаммед, хан (1768—1784)
  -  Гянджинское ханство — Мухаммед Хасан, хан (1760—1780)
  -  Джавадское ханство — Тала Хасан, хан (1750—1789)
  -  Карабахское ханство — Ибрагим Халил, хан (1763—1806)
  -  Карадагское ханство — Мустафакули, хан (1763—1782, 1786—1791)
  -  Кубинское ханство — Фатали, хан (1758—1789)
  -  Нахичеванское ханство — Вали Кули, хан (1773—1780/1781)
  -  Талышское ханство — Сеид Джамаледдин, хан (1747—1786)
  -  Шекинское ханство — Хусейн, хан (1759—1780)
  -  Ширванское ханство — 
    - Фатали, хан (1768—1774)
    - Агаси, хан (1763/1765—1768, 1774—1786)
- Бруней — Омар Али Сайфуддин I, султан (1740—1778)
- Бутан — Друк Тенцин, друк дези (1768—1792)
- Великих Моголов империя — Шах Алам II, падишах (1760—1788, 1788—1806)
- Грузинское царство — 
  -  Гурийское княжество — Мамия IV Гуриели, князь (1726—1756, 1758—1765, 1771—1776)
  -  Имеретинское царство — Соломон I Великий, царь (1752—1766, 1768—1784)
  -  Картли-Кахетинское царство — Ираклий II, царь (1762—1798)
  -  Мегрельское княжество — Кация II Дадиани, князь (1757—1788)
- Дайвьет — Ле Хьен-тонг, император (1740—1786)
- Дербентское ханство — Фатали, хан (1765—1789)
- Дирийский эмират — Абдул-Азиз ибн Мухаммад, эмир (1765—1803)
- Дурранийская империя — Тимур-Шах Дуррани, шах (1772—1793)
- Индия —
  - Аджайгарх — Гуман Сингх, раджа (1765—1792)
  - Алвар — Партап Сингх, раджа (1770—1791)
  - Алираджпур — Пратап Сингх I, рана (1765—1818)
  - Амбер (Джайпур) — Притхви Сингх II, Махараджа савай (1768—1778)
  - Араккал[англ.] — Кунхи Амса II, али раджа[англ.] (1745—1777)
  - Аркот (Карнатака) — Мухаммад Али-хан Валладжах, наваб (1749—1795)
  - Ахом — Синеофаа, махараджа[англ.] (1769—1780)
  - Бансвара — Притхви Сингх, раджа (1747—1786)
  - Барвани — Умед Сингх, рана (1760—1794)
  - Барода — Саяджи Рао Гаеквад I, махараджа (1771—1789)
  - Башахра[англ.] — Удар Сингх, рана[кат.] (1761—1785)
  - Бенарес — Чаит Сингх, раджа (1770—1781)
  - Биджавар — Бир Сингх Део, раджа (1765—1793)
  - Биканер — Гадж Сингх, махараджа[англ.] (1746—1787)
  - Биласпур (Калур) — Деви Чанд, раджа (1738—1778)
  - Бунди — Умаид Сингх, раджа (1749—1770, 1773—1804)
  - Бхавнагар — Вакхатсинхжи Акхераджи, такур сахиб (1772—1816)
  - Бхаратпур — Кешри Сингх, махараджа (1771—1776)
  - Бхопал — Фаиз Мохаммад Хан, наваб (1742—1777)
  - Ванканер — Бхароджи Кесарисинхжи, махарана радж сахиб (1749—1784)
  - Гвалиор — Махаджи Шинде, махараджа (1761—1794)
  - Гондал — Кумбходжи II Халоджи, тхакур сахиб (1753—1790)
  - Гулер[англ.] — Пракаш Сингх, раджа[англ.] (1773—1790)
  - Даспалла[англ.] — Трилочан Део Бханж, раджа[англ.] (1753—1775)
  - Датия — Шатружит Сингх, раджа (1762—1801)
  - Девас младшее[англ.] — 
    - Дживаджи Рао, раджа[англ.] (1728—1774)
    - Садашив Рао I, раджа[англ.] (1774—1790)

  - Девас старшее[англ.] — Кришнаджи Рао I, раджа[англ.] (1754—1789)
  - Джайнтия[англ.] — Чаттра Сингх, раджа[англ.] (1770—1780)
  - Джанжира — Абд аль-Рахим Хан, вазир (1772—1784)
  - Джайсалмер — Мульраж II Сингх, махараджа (1762—1820)
  - Джалавад (Дрангадхра) — Гайсинхжи II Раисинхжи, сахиб (1744—1782)
  - Дженкантал[англ.] — Трилочан Сингх, раджа[кат.] (1743—1785)
  - Джинд — Гажпат Сингх, раджа (1763—1789)
  - Джхабуа — Бхим Сингх, раджа (1770—1821)
  - Джунагадх — 
    - Мухаммад Махабат Ханжи I, наваб (1758—1774)
    - Мухаммад Хамид Ханжи I, наваб (1774—1811)

  - Дхар — Ханде Павар, рана (1761—1782)
  - Дхолпур — Чхатар Сингх, рана (1757—1784)
  - Дунгарпур — Шив Сингх, махараджа (1730—1785)
  - Идар — Шив Сингх, раджа (1753—1791)
  - Индаур — Ахилия Бай, махарани (1767—1795)
  - Камбей — Найм ад-Доула Джафар Мумин II, наваб (1743—1784)
  - Капуртхала — Джасса Сингх, махараджа (1772—1783)
  - Караули — Манак Пал, махараджа (1772—1804)
  - Кач — Годжи II, раджа (1760—1778)
  - Кишангарх — Бахадур Сингх, махараджа (1766—1781)
  - Кодагу (Коорг)[англ.] — 
    - Деваппа Раджа, раджа[англ.] (1770—1774)
    - Линга Раджа, раджа[англ.] (1774—1780)

  - Колхапур — Шиваджи II, раджа (1762—1813)
  - Кота — Умед Сингх I, махараджа (1771—1819)
  - Кочин — Керала Варма II, махараджа (1760—1775)
  - Куч-Бихар — Дхарендра Нарайян, раджа (1772—1775)
  - Ладакх — Цеванг Намгьял II, раджа[англ.] (1753—1782)
  - Лунавада[англ.] — Дип Сингх, рана[англ.] (1757—1782)
  - Майсур — Чамараджа Водеяр VIII, махараджа (1770—1776)
  - Малеркотла — Сахиб Умар Хан, наваб (1766—1780)
  - Манди — Шамшер Сен, раджа (1727—1781)
  - Манипур — Бхагья Чандра (Чинг-Танг Кхомба), раджа[англ.] (1763—1798)
  - Маратхская империя — Раджарам II, чхатрапати (император) (1749—1777)
  - Марвар (Джодхпур) — Виджай Сингх, махараджа (1752—1753, 1772—1793)
  - Мевар (Удайпур) — Хамир Сингх II, махарана (1772—1778)
  - Морви — Вагхджи Раваджи, сахиб (1772—1783)
  - Мудхол — Малоджирао III, раджа (1737—1805)
  - Набха — Хамир Сингх, махараджа (1763—1783)
  - Наванагар — Джасаджи Лакхажи, джам (1767—1814)
  - Нагпур — Мудходжи, регент (1772—1788)
  - Нарсингхгарх — Ачал Сингжи, раджа (1766—1795)
  - Орчха — Ман Сингх, раджа (1768—1775)
  - Паланпур — Салим Хан I, диван (1768—1781)
  - Панна — Хиндупат Сингх, раджа (1758—1777)
  - Патиала — Амар Сингх, махараджа (1765—1781)
  - Порбандар — Сартанжи II Викматжи, рана (1757—1813)
  - Пратабгарх — 
    - Салим Сингх, махарават (1756—1774)
    - Савант Сингх, махарават (1774—1844)

  - Пудуккоттай — Райя Рагхунатха Тондемен, раджа (1769—1789)
  - Раджгарх — Джагат Сингх, рават (1747—1775)
  - Раджпипла — Раисинхжи, махарана (1764—1786)
  - Радханпур — Мухаммад Нажм ад-Дин Хан, наваб (1765—1787)
  - Рампур — Файзулла Хан, наваб (1774—1794)
  - Ратлам — Радам Сингх, махараджа (1773—1800)
  - Рева — Ажит Сингх, раджа (1755—1809)
  - Рохилкханд — 
    - Файзулла Хан, наваб (1764—1774)
    - в 1774 году распалось, на большей части территории образовано княжество Рампур

  - Савантвади — Кхем Савант Бхонсле III, раджа (1755—1803)
  - Саилана — Аджаб Сингх, раджа (1772—1782)
  - Самбалпур[англ.] — Абхай Сингх, раджа[англ.] (1732—1778)
  - Сирмур — Джагат Пракаш, махараджа (1770—1789)
  - Сирохи — Такхат Сингх, раджа (1773—1781)
  - Ситамау — Фатех Сингх, раджа (1752—1802)
  - Сонепур — Собха Сингх Део, раджа (1767—1781)
  - Сукет — Ранжит Сен, раджа (1762—1791)
  - Танджавур — под управлением наваба Карнатаки (1773—1776)
  - Траванкор — Картхика Тхирунал Рама Варма I (Дхарма Раджа), махараджа (1758—1798)
  - Трипура — Кришна Маникья, раджа[англ.] (1760—1783)
  - Фаридкот — Хамир Сингх, раджа (1763—1782)
  - Хайдарабад — Асаф Джах II, низам (1762—1803)
  - Хиндол[англ.] — Радхакант Сингх, раджа[англ.] (1770—1781)
  - Чамба — Радж Сингх, раджа (1764—1794)
  - Чаркхари — Кхуман Сингх, раджа (1765—1782)
  - Читрадурга[англ.] — Мадакари Найяка V, найяк[англ.] (1754—1779)
  - Шахпура — 
    - Рам Сингх, раджа (1769—1774)
    - Бхим Сингх, раджа (1774—1796)
- Индонезия —
  - Аче — Махмуд Шах I, султан (1760—1764, 1765—1773, 1773—1781)
  - Бантам — Абу аль-Мафакхир Мухаммад Алиуддин, султан[англ.] (1773—1799)
  - Бачан — Мухаммад Сахаддин, султан[англ.] (1741—1780)
  - Дели — Гандар Вахид, туанку (1761—1805)
  - Джокьякарта — Хаменгкубувоно I, султан (1755—1792)
  - Мангкунегаран — Мангкунегара I, султан (1757—1796)
  - Сиак — Абдул Джалил Аламуддин Шах, султан (1766—1780)
  - Сулу — Мохаммад Израэль, султан[англ.] (1773—1778)
  - Суракарта — Пакубовоно III, сусухунан (1749—1788)
  - Тернате — 
    - Джалал уд-дин, султан (1763—1774)
    - Харун Шах, султан (1774—1781)

  - Тидоре — Мухаммад Масуд Джамалуддин, султан[англ.] (1757—1779)
- Иран  — 
  - Шахрох, шахиншах (в Хорасане) (1748—1749, 1750—1796)
  - Керим-хан, вакиль од-Дауля (1751—1779)
- Йемен — 
  - Акраби — Аль-Махди ибн Али аль-Акраби, шейх (1770— 1783)
  - Аудхали — Хасан бин Хади, султан (ок. 1750 — ок. 1780)
  - Вахиди — Ахмад бин Хади, султан (1771—1810)
  - Верхняя Яфа — Салих I бин Ахмад ибн Хархара, султан (ок. 1750 — ок. 1780)
  - Катири — Ахмад ибн Амр аль-Катир, султан (1760—1800)
  - Лахедж — Абд аль-Хади ибн Абд аль-Карим, султан (1753—1777)
  - Махра — Афрар аль-Махри, султан (ок. 1750 — ок. 1780)
  - Нижняя Яфа — Галиб ибн Маауда, султан (ок. 1760 — ок.1780)
  - Фадли — Ахмад II бин Абдаллах I, султан (ок. 1760 — ок. 1789)
- Казахское ханство — 
  - Младший жуз — Нуралы, хан (1748—1786)
  - Средний жуз — Абылай, хан (1771—1781)
- Казикумухское ханство — Мухаммад, хан (1743—1789)
- Камбоджа — Утай II, король[англ.] (1758—1775)
- Канди — Кирти Шри Раджасинха, царь[англ.] (1747—1782)
- Китай (Империя Цин)  — Цяньлун (Хунли), император[англ.] (1735—1796)
- Лаос  — 
  - Вьентьян  — Бунсан, король (1767—1778, 1780—1781)
  - Луангпхабанг  — Суриньявонг II, король (1768—1788)
  - Пхуан  — Онг Ло, король (1751—1779)
  - Тямпасак  — Саякумане, король (1737—1791)
- Малайзия — 
  - Джохор — Махмуд Шах III, Султан[англ.] (1770—1811)
  - Кедах — Мухаммад Жива Зайнал Адилин II, султан[англ.] (1710—1778)
  - Келантан — Лонг Юнус, раджа[англ.] (1763—1795)
  - Негери-Сембилан — Мелевар, ямтуан бесар (1773—1795)
  - Паттани — Мухаммад, султан (1771—1785)
  - Перак — Алааддин Мансур Искандар-шах, султан (1773—1786)
  - Селангор — Салехуддин, султан (1742—1778)
  - Тренгану — Мансур Шах I, султан (1733—1793)
- Мальдивы — 
  - Мухаммад Шамсуддин II, султан (1773—1774)
  - Мухаммад Муиз уд-дин, султан (1774—1779)
- Мьянма — 
  - Йонгве[англ.] — Сао Юн, Саофа[англ.] (1762—1815)
  - Кенгтунг[англ.] — Маун Схам, саофа[англ.] (1742—1787)
  - Конбаун — Схинбьюшин, царь  (1763—1776)
  - Локсок (Ятсок)[англ.] — Шве И, саофа[англ.] (1763—1790)
  - Могаун[англ.] — Маун Пью, саофа[англ.]  (1771—1775)
  - Мокме[англ.] — Хсаи Кхиао, саофа[англ.]  (1767—ок.1800)
  - Сенви[англ.] — У Тен По Нья, саофа[англ.] (1773—1775)
  - Аракан (Мьяу-У) — 
    - Апайя, царь[англ.] (1764—1774)
    - Санда Тхумана, царь[англ.] (1774—1777)
- Непал — Притхви Нараян, король (1768—1775)
- Оман — Ахмед ибн Саид, имам (1744—1783)
- Османская империя — 
  - Мустафа III, султан (1757—1774)
  - Абдул-Хамид I, султан (1774—1789)
- Пакистан — 
  - Бахавалпур — Мухаммад Бахавал Хан II, наваб (1772—1809)
  - Калат — Хусейн Насир I, хан (1749—1794)
  - Лас Бела — Гулям-шах, хан (1765—1776)
  - Синд (династия Калхара) — Миан Сарфраз, худа хан[англ.] (1772—1775)
  - Харан — Десконегутс, мир (1759—1796)
  - Хунза[англ.] — Шах Кисро Хан, мир[англ.] (ок. 1750—1790)
  - Читрал — Шах Хайрулла, мехтар (1761—1788)
- Рюкю — Сё Боку, ван (1752—1794)
- Сикким — Пунцог Намгьял I, чогьял (1733—1780)
- Таиланд — 
  - Ланнатай — По Маю-нгуан, король[англ.] (1768—1775)
  - Тхонбури — Таксин, король (1768—1782)
- Тибет — Джампэл Гьяцо (Далай-лама VIII), далай-лама[англ.] (1762—1804)
- Узбекистан — 
  - Бухарское ханство — Абулгази, хан (1754—1756, 1758—1785)
  - Кокандское ханство — Нарбута, хан (1763—1798)
  - Хивинское ханство (Хорезм) — Мухаммад Амин, инак (1770—1790)
- Филиппины — 
  - Магинданао — Пахар ад-Дин, султан (1755—1780)
- Чосон  — Ёнджо, ван (1724—1776)
- Япония — 
  - Го-Момодзоно, император (1771—1779)
  - Токугава Иэхару, сёгун (1760—1786)

## Америка
- Бразилия — Луиш де Альмейда Португал Соареш де Аларкао, вице-король[порт.] (1769—1778)
- Новая Гранада — Мануэль де Гириор, вице-король (1772—1776)
- Новая Испания — Антонио Мария де Букарели-и-Урсуа, вице-король (1771—1779)
- Перу — Мануэль де Амат-и-Хуньент, вице-король (1761—1776)

## Африка
- Аусса — Кадхафо Махаммад ибн Кадхафо, султан (1749—1779)
- Ашанти — Отумфуо Нана Осей Квадво Окоавиа, ашантихене (1764—1777)
- Багирми — Хаджи Мохаммед аль-Амин, султан (1751—1785)
- Бамбара (империя Сегу) — Нголо Диарра, битон (1766—1790)
- Бамум — Мбуомбуо, мфон (султан)[англ.] (1757—1814)
- Бени-Аббас[англ.] — эль-Хадж бен Бузид Мокрани, султан[фр.] (1735—1783)
- Бенинское царство — Акенгбуда, оба[англ.] (1750—1804)
- Борну — Али IV, маи[нем.] (1747—1792)
- Буганда — Кьябаггу, кабака (ок. 1750 — ок. 1780)
- Буньоро — Духага, омукама (1731— ок.1782)
- Бурунди — Мвамбутса III Сьярушамбо Бутама, мвами (король) (1767—1796)
- Бусса[англ.] — Джибрим дан Йерима, киб (1766—1791)
- Ваало[англ.] — Нжак Ксюри Йоп, король (1736—1780)
- Варсангали[англ.] — Али, султан[кат.] (1750—1789)
- Вогодого — Саага I, нааба (ок. 1740 — 1783)
- Волаитта (Велайта)[нем.] — Огатто, каво[англ.] (1761—1800)
- Гаро (Боша) — Габито, тато[англ.] (ок. 1760 — ок. 1780)
- Гвирико[англ.] — Маган Вуле Уаттара, царь[англ.] (1749—1809)
- Дагомея — 
  - Тегбесу, ахосу (1740—1774)
  - Кпенгла, ахосу (1774—1789)
- Дамагарам — Танимун Бабами, султан (1757—1775)
- Дарфур — Мухаммад II Тайраб ибн Ахмад Бакр, султан (1756—1785)
- Денди[англ.] — Самсу-Бери, аскья[англ.] (1761—1779)
- Денкира[англ.] — Амоако Атта Иадом, денкирахене[англ.] (1770—1793)
- Джолоф — Мба Компас, буур-ба[англ.] (1763—1800)
- Имерина — Андрианжафи, король[англ.] (1770—1787)
- Кайор — Коду Кумба, дамель (1766—1777)
- Кано[англ.] — Баба Заки, султан[англ.] (1768—1776)
- Каффа — Галли Гаотшо, царь (1742—1775)
- Койя — Наимбанна II, обаи (1720—1793)
- Конг — Анзумана Финба, фама (1768—1774)
- Конго — Альваро XI, маниконго[англ.] (1764—1778)
- Лунда — Навеж Муфа Мучимбунж, муата ямво (ок. 1767 — ок. 1775)
- Мандара — Букар Д’Гжама, султан (1773—1828)
- Марокко — Мохаммед III бен Абдалла, султан (1757—1790)
- Массина — Хаммади V, ардо (1761—1780)
- Матамба и Ндонго[англ.] — Франсиско II, король[англ.] (1767—1810)
- Нри[англ.] — Эвенетем, эзе[англ.] (1724—1794)
- Руанда — Юхи IV Гахиндиро, мвами (1746—1802)
- Салум — Сенгане Диогоп Мбодж, маад (1769—1776)
- Свазиленд (Эватини) — Нгване III, нгвеньяма (король) (1745—1780)
- Сеннар — Исмаил, мек (1769—1776)
- Твифо-Хеман (Акваму)[англ.] — Дарко Яв Паньин, аквамухене (1747—1781)
- Трарза — Али Кури ульд Амар, эмир (1759—1786)
- Тунис — Али II ибн Хусейн, бей (1759—1782)
- Харар[англ.] — Ахмад ибн Абубакар, эмир[англ.] (1755—1782)
- Эфиопия — Текле Хайманот II (Адмас Сагад III), император (1769—1770, 1770—1777)

## Европа
- Андорра —
  - Людовик XV, король Франции, князь-соправитель (1715—1774)
  - Людовик XVI, король Франции, князь-соправитель (1774—1792)
  - Хоакин де Сантийан-и-Вальдивьельсо, епископ Урхельский, князь-соправитель (1772—1779)
- Валахия — 
  - Русская военная администрация (1771—1774)
  - Александру VII Ипсиланти, господарь (1774—1782)
- Великобритания и Ирландия — 
  - Георг III, король (1760—1820)
  - Фредерик Норт, премьер-министр (1770—1782)
- Венгрия — Мария Терезия, королева (1740—1780)
- Дания — Кристиан VII, король (1766—1808)
- Испания — Карл III, король (1759—1788)
- Италия —
  - Венецианская республика — Альвизе IV Мочениго, дож (1763—1778)
  - Генуэзская республика — Пьерфранко Гримальди, дож (1773—1775)
  - Масса и Каррара — Мария Тереза, княгиня (1731—1790)
  - Модена и Реджо — Франческо III д’Эсте, герцог (1737—1780)
  - Неаполитанское королевство — Фердинанд IV, король (1759—1799, 1799—1806, 1815—1816)
  - Пармское герцогство — Фердинанд I, герцог (1765—1802)
  - Пьомбино — Гаэтано Бонкомпаньи-Людовизи, князь (1745—1777)
  - Сардинское королевство — Виктор Амадей III, король (1773—1796)
  - Сицилия — Фердинанд III, король (1759—1816)
  - Тосканское герцогство — Пьетро Леопольдо I, великий герцог (1765—1790)
- Крымское ханство — Сахиб II Герай, хан (1771—1775)
- Молдавское княжество — 
  - Русская военная администрация (1769—1774)
  - Григорий III Гика, господарь (1764—1767, 1774—1777)
- Монако — Оноре III, князь (1733—1793)
- Нидерланды (Республика Соединённых провинций) —
  - Вильгельм V Оранский, штатгальтер (1751—1795)
  - Питер ван Блейсвейк[англ.], великий пенсионарий[англ.] (1772—1787)
- Норвегия — Кристиан VII, король (1766—1808)
- Папская область — Климент XIV, папа (1769—1774)
- Португалия — Жозе I Реформатор, король (1750—1777)
- Пруссия — Фридрих II Великий, король, курфюрст Бранденбургский (1740—1786)
  - Олесницкое княжество (герцогство Эльс) — Карл Кристиан Эрдман, князь (1744—1792)
- Речь Посполитая — Станислав Август Понятовский, король Польши и великий князь Литовский (1764—1795)
  -  Курляндия и Семигалия — Пётр Бирон, герцог (1769—1795)
- Российская империя — Екатерина II, императрица (1762—1796)
- Священная Римская империя — Иосиф II, император (1765—1790)
  - Австрия — Мария Терезия, эрцгерцогиня (1740—1780)
  - Ангальт —
    - Ангальт-Бернбург — Фридрих Альбрехт, князь (1765—1796)
    - Ангальт-Бернбург-Шаумбург-Хойм — Карл Людвиг, князь[англ.] (1772—1806)
    - Ангальт-Дессау — Леопольд III, князь (1751—1817)
    - Ангальт-Кётен — Карл Георг Лебрехт, князь (1755—1789)
    - Ангальт-Цербст — Фридрих Август, князь (1747—1793)

  - Ансбах — Карл Александр, маркграф (1757—1791)
  - Бавария — Максимилиан III, курфюрст (1745—1777)
  - Баден — Карл Фридрих, маркграф (1771—1803)
  - Байрет (Кульмбах) — Карл Александр, маркграф (1769—1791)
  - Брауншвейг-Вольфенбюттель — Карл I, герцог (1735—1780)
    - Брауншвейг-Вольфенбюттель-Беверн — 
      - Август Вильгельм, герцог (1746—1781)
      - Фридрих Карл, герцог (1746—1809)

  - Вальдек-Пирмонт — Фридрих Карл Август, князь (1763—1812)
  - Вюртемберг — Карл Евгений, герцог (1737—1793)
  - Ганноверское курфюршество (Брауншвейг-Люнебург) — Георг III, курфюрст (1760—1814)
  - Гессен —
    - Гессен-Гомбург — Фридрих V, ландграф (1751—1820)
    - Гессен-Дармштадт — Людвиг IX, ландграф (1768—1790)
    - Гессен-Кассель — Фридрих II, ландграф (1760—1785)
    - Гессен-Ротенбург — Константин, ландграф (1749—1778)
    - Гессен-Филипсталь — Вильгельм, ландграф (1770—1806)
      - Гессен-Филипсталь-Бархфельд — Фридрих, ландграф (1761—1777)

  - Гогенцоллерн-Гехинген — Иосиф Фридрих Вильгельм, князь (1750—1798)
  - Гогенцоллерн-Зигмаринген — Карл Фридрих, князь (1769—1785)
  - Кёльнское курфюршество — Максимилиан Фридрих фон Кенигсег-Ротенфельс, курфюрст (1761—1784)
  - Лихтенштейн — Франц Иосиф I, князь (1772—1781)
  - Майнцское курфюршество — 
    - Эммерих Йозеф фон Брайдбах цу Бюрресхайм, курфюрст (1763—1774)
    - Фридрих Карл Йозеф фон Эрталь, курфюрст (1774—1802)

  - Мекленбург —
    - Мекленбург-Стрелиц — Адольф Фридрих IV, герцог (1752—1794)
    - Мекленбург-Шверин — Фридрих, герцог (1756—1785)

  - Нассау —
    - Нассау-Вейльбург — Карл Кристиан, князь (1753—1788)
    - Нассау-Саарбрюккен — Людвиг, граф (1768—1794)
    - Нассау-Узинген — Карл, князь (1718—1775)
    - Оранж-Нассау[англ.] — Вильгельм V Оранский, князь[англ.] (1751—1806)

  - Ольденбург — Фридрих Август I, граф (1773—1777)
  - Пфальц — Карл IV Теодор, курфюрст (1742—1799)
    - Пфальц-Биркенфельд-Гельнхаузен[англ.] — Иоганн, пфальцграф[англ.] (1739—1780)
    - Пфальц-Цвейбрюккен — Кристиан IV, пфальцграф (1735—1775)

  - Саксония — Фридрих Август III, курфюрст (1763—1806)
    - Саксен-Веймар — Карл Август, герцог (1758—1809)
    - Саксен-Гильдбурггаузен — Эрнст Фридрих III, герцог (1745—1780)
    - Саксен-Гота-Альтенбург — Эрнст II, герцог (1772—1804)
    - Саксен-Кобург-Заальфельд — Эрнст Фридрих, герцог (1764—1800)
    - Саксен-Мейнинген — Карл, герцог (1763—1782)
    - Саксен-Эйзенах — Карл Август, герцог (1758—1809)

  - Трирское курфюршество — Клеменс Венцеслав Саксонский, курфюрст (1768—1803)
  - Чехия — Мария Терезия, королева (1740—1741, 1743—1780)
  - Шаумбург-Липпе — Вильгельм, граф (1748—1777)
  - Шварцбург-Зондерсгаузен — Кристиан Гюнтер III, князь (1758—1794)
  - Шварцбург-Рудольштадт — Людвиг Гюнтер II, князь (1767—1790)
- Франция — 
  - Людовик XV, король (1715—1774)
  - Людовик XVI, король (1774—1792)
- Швеция — Густав III, король (1771—1792)

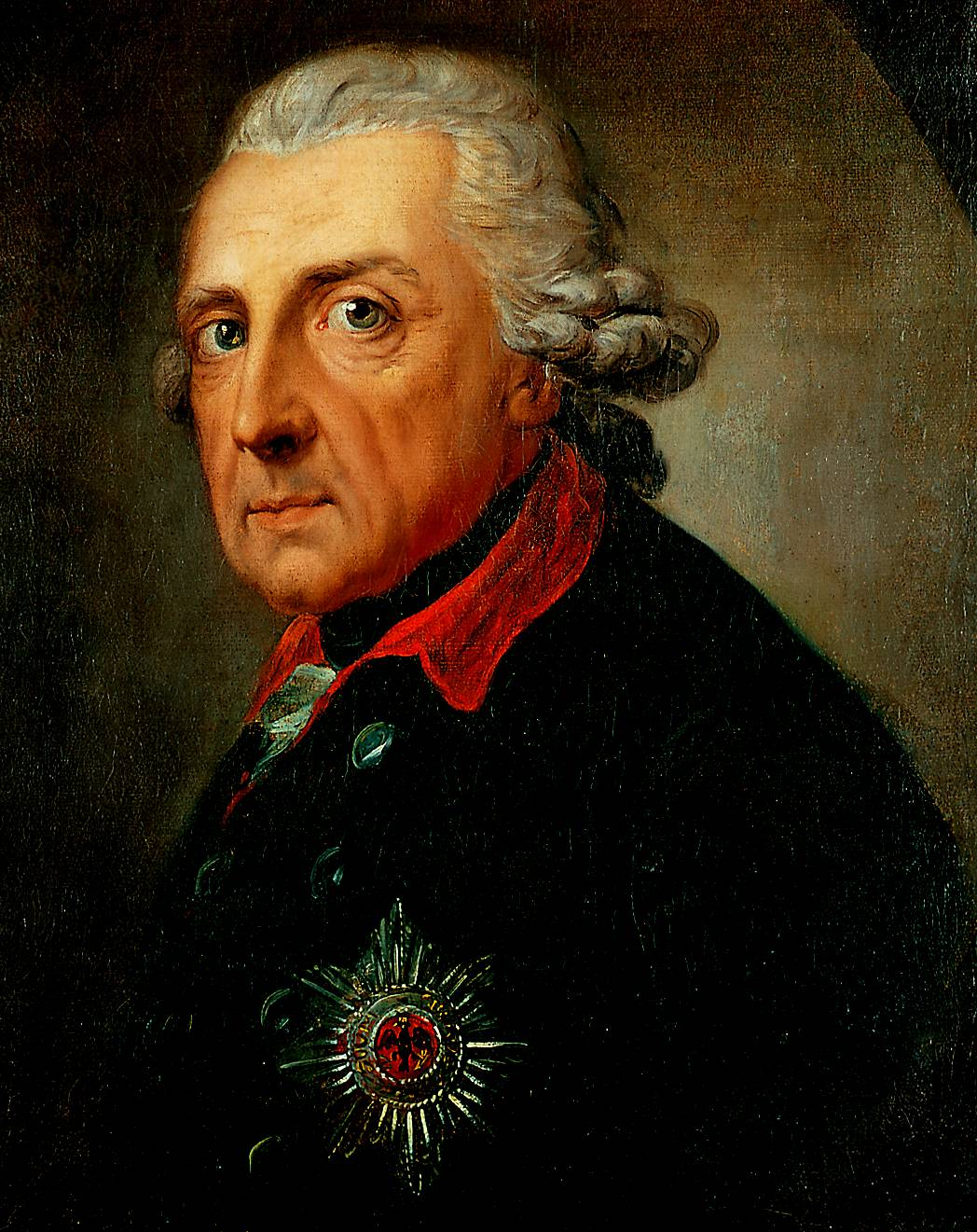
Фридрих II Великий 1740-1786 Король Пруссии и курфюрст Бранденбургский
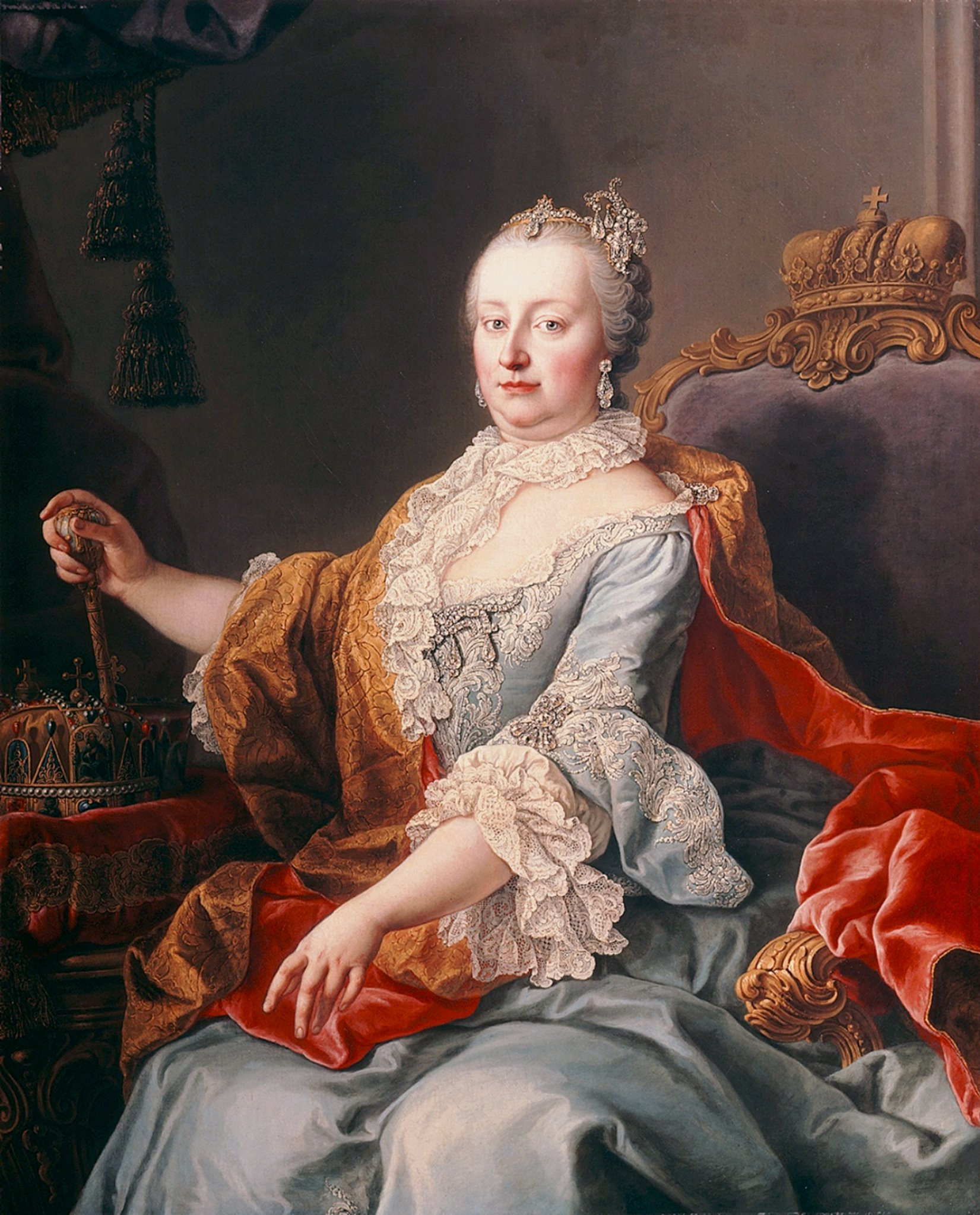
Мария Терезия 1740-1780 Королева Венгрии и Чехии, эрцгерцогиня Австрии
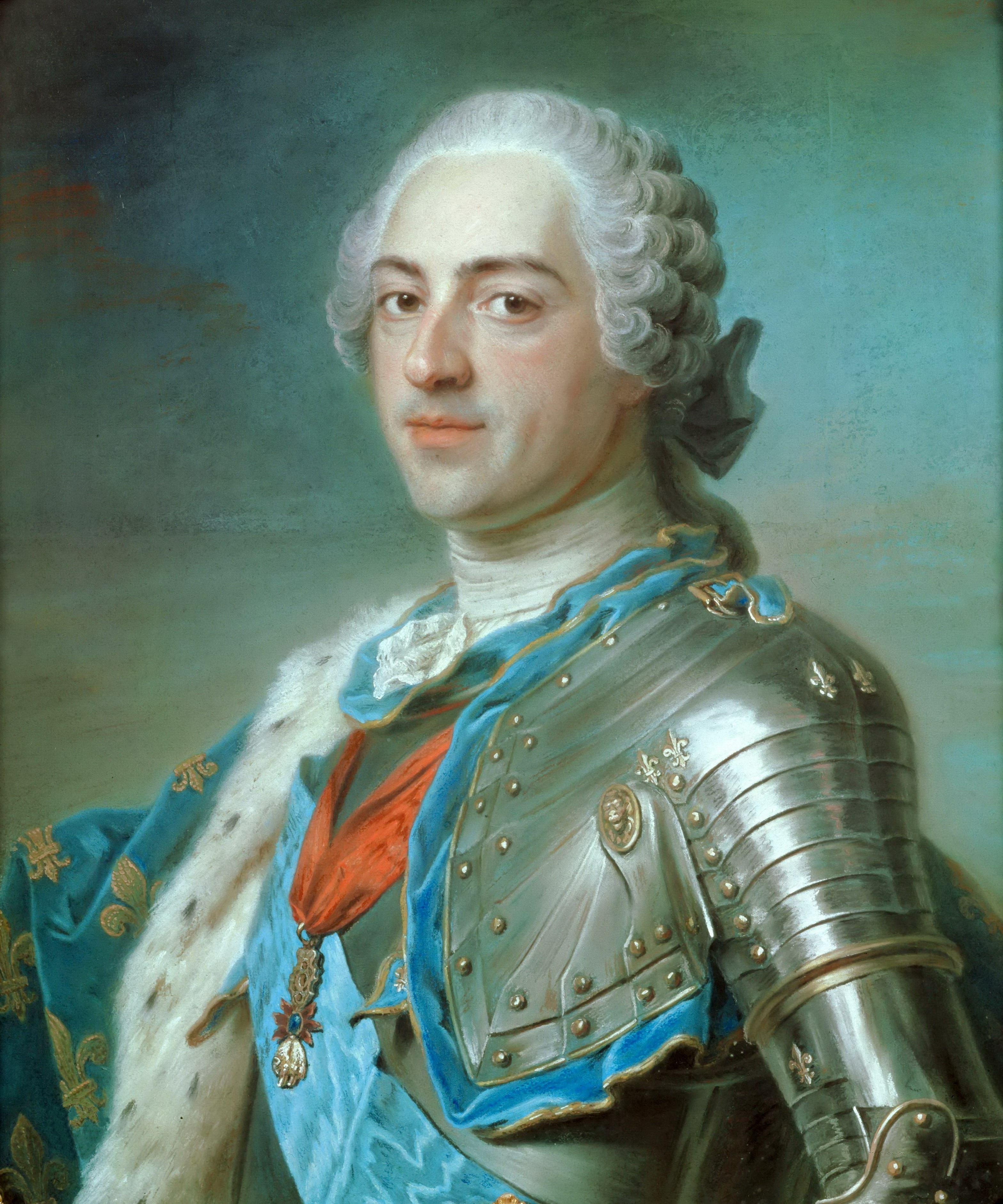
Людовик XV 1715-1774 Король Франции и Наварры
Екатерина II 1762-1796 Императрица Всероссийская
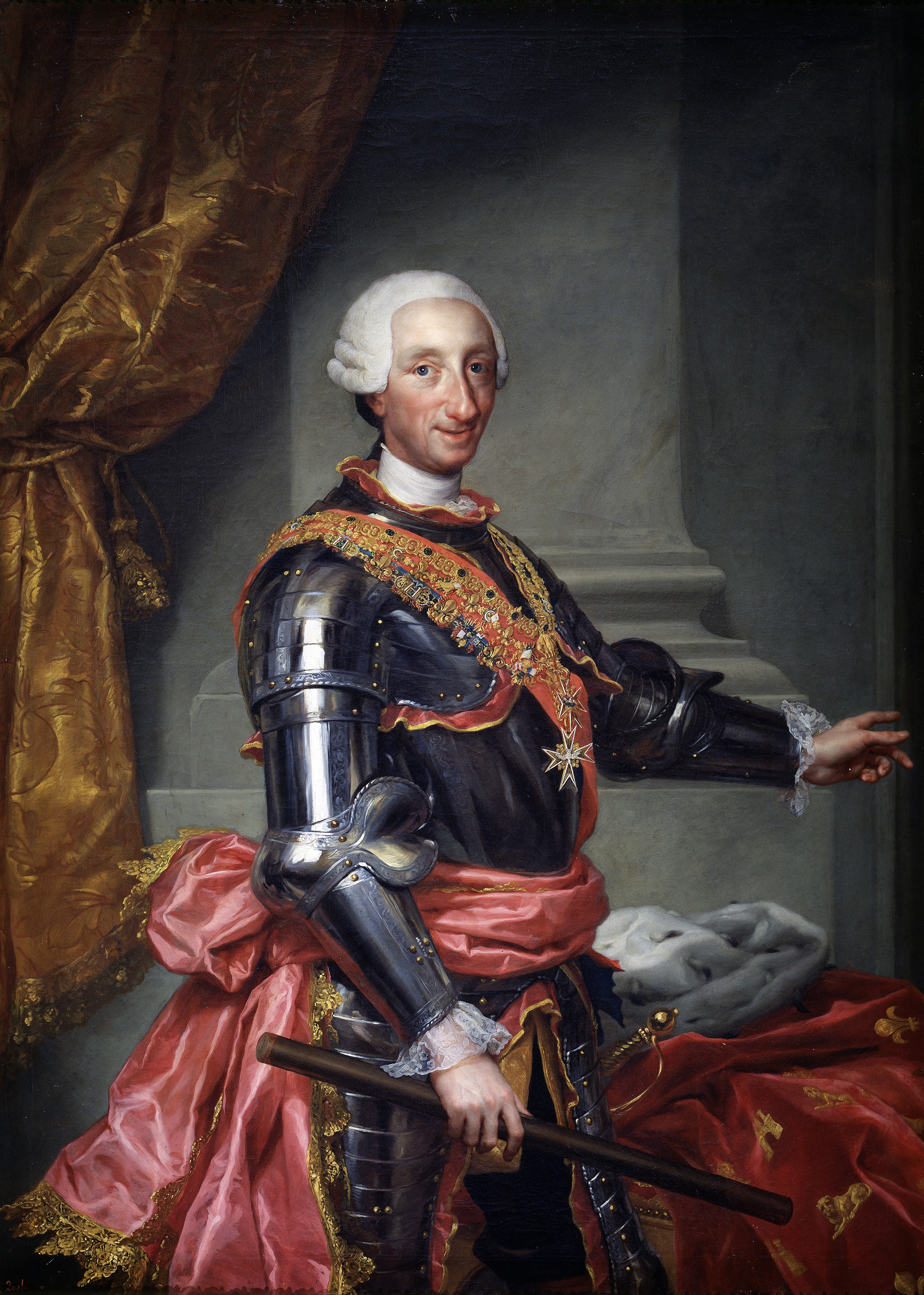
Карл III 1759-1788 Король Испании
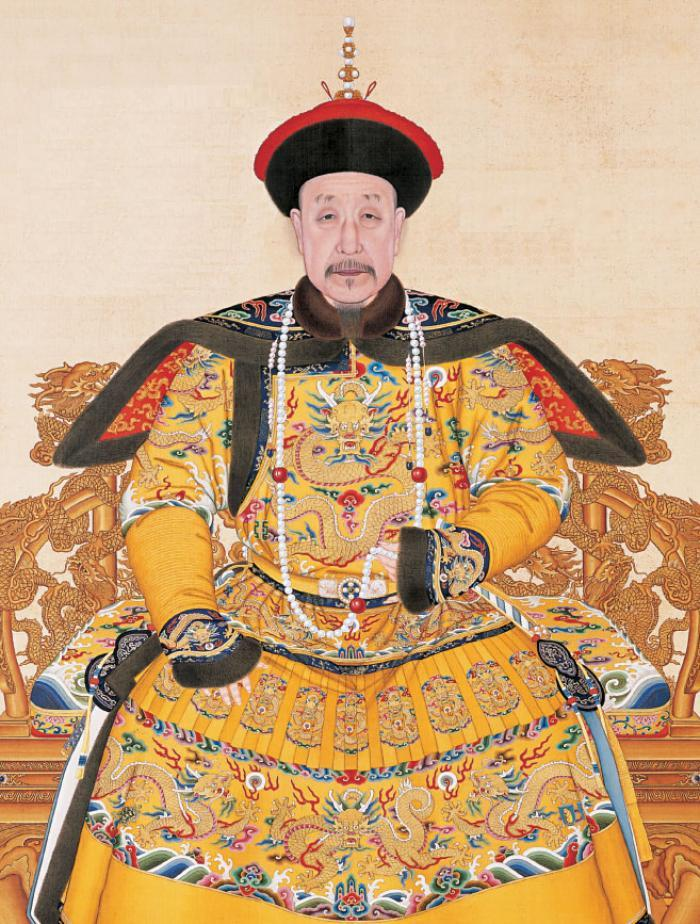
Хунли (Цяньлун) 1735-1796 Император Китая (Цин)
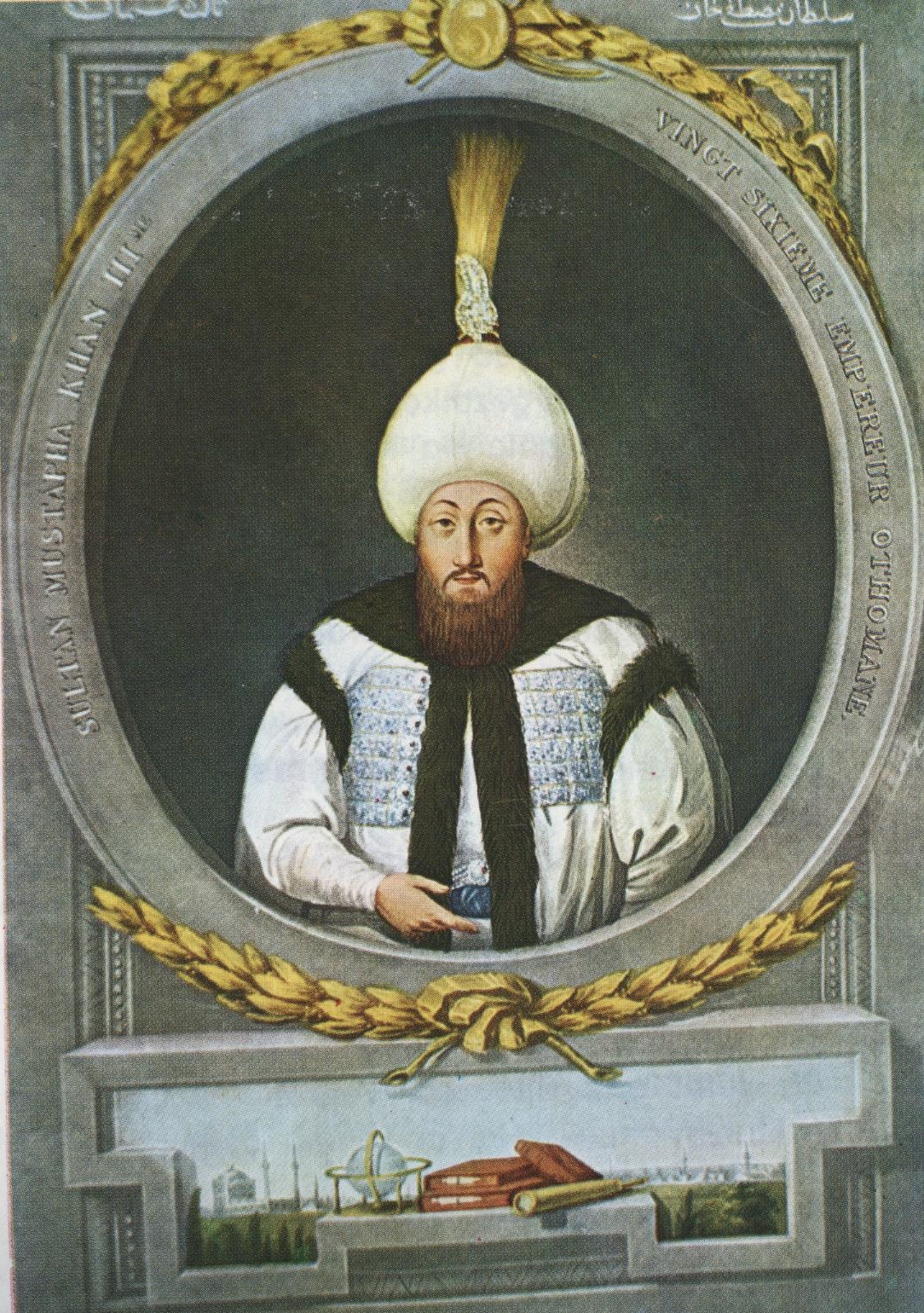
Мустафа III 1757-1774 Османский султан
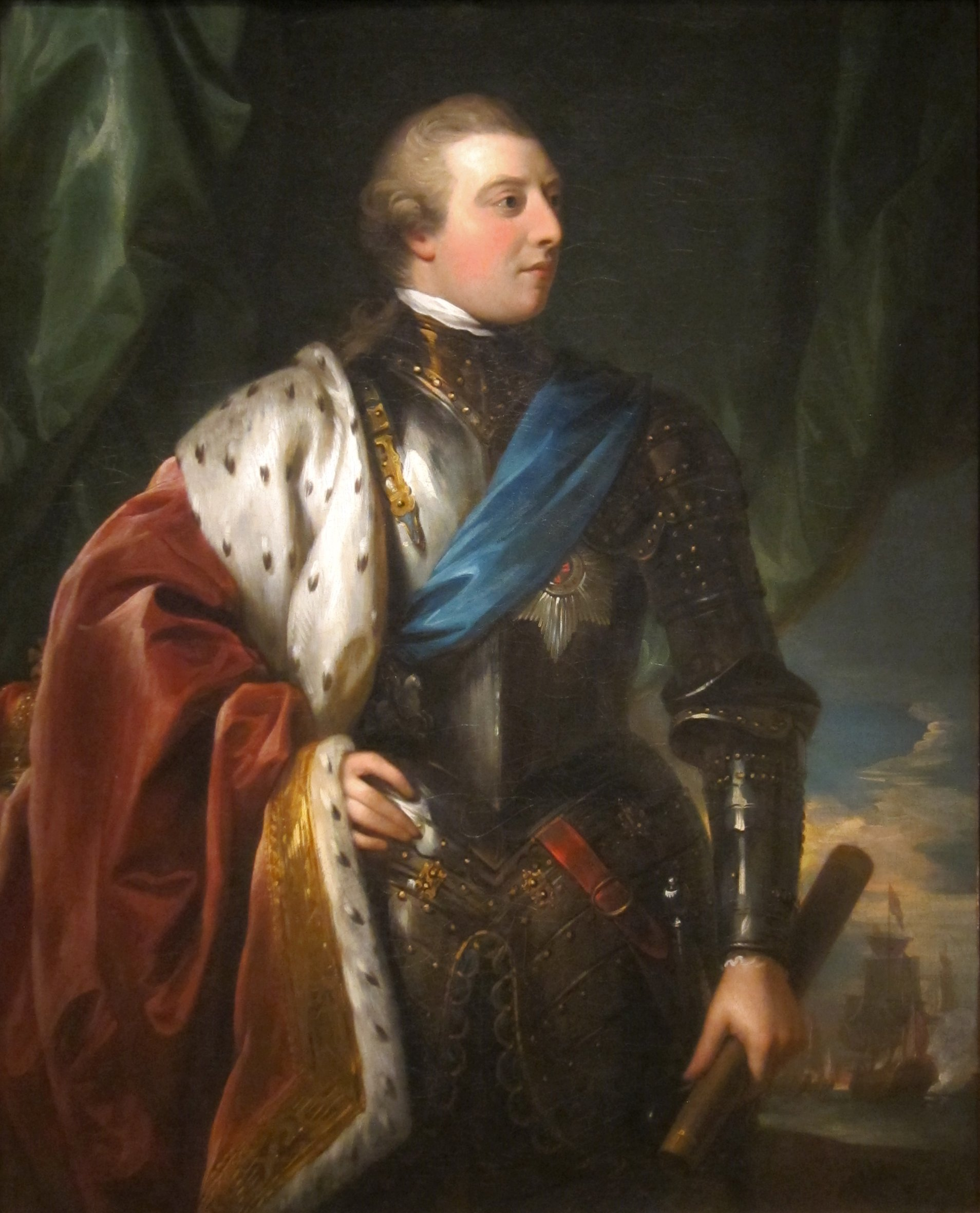
Георг III 1760-1820 Король Великобритании  и курфюрст Ганноверский
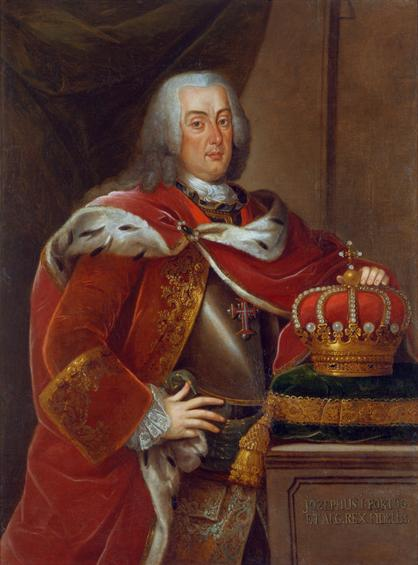
Жозе I Реформатор 1750-1777 Король Португалии
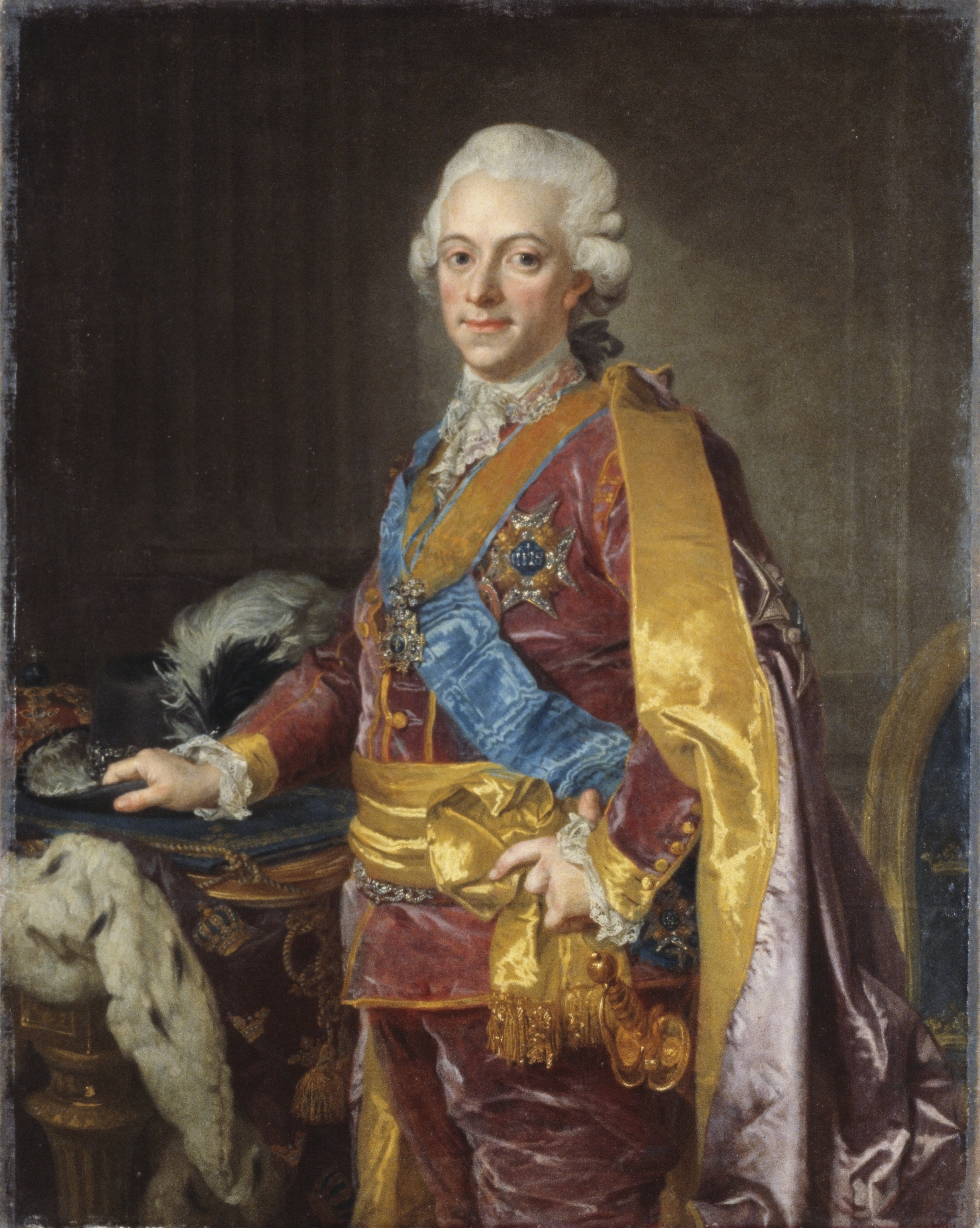
Густав III 1771-1792 Король Швеции
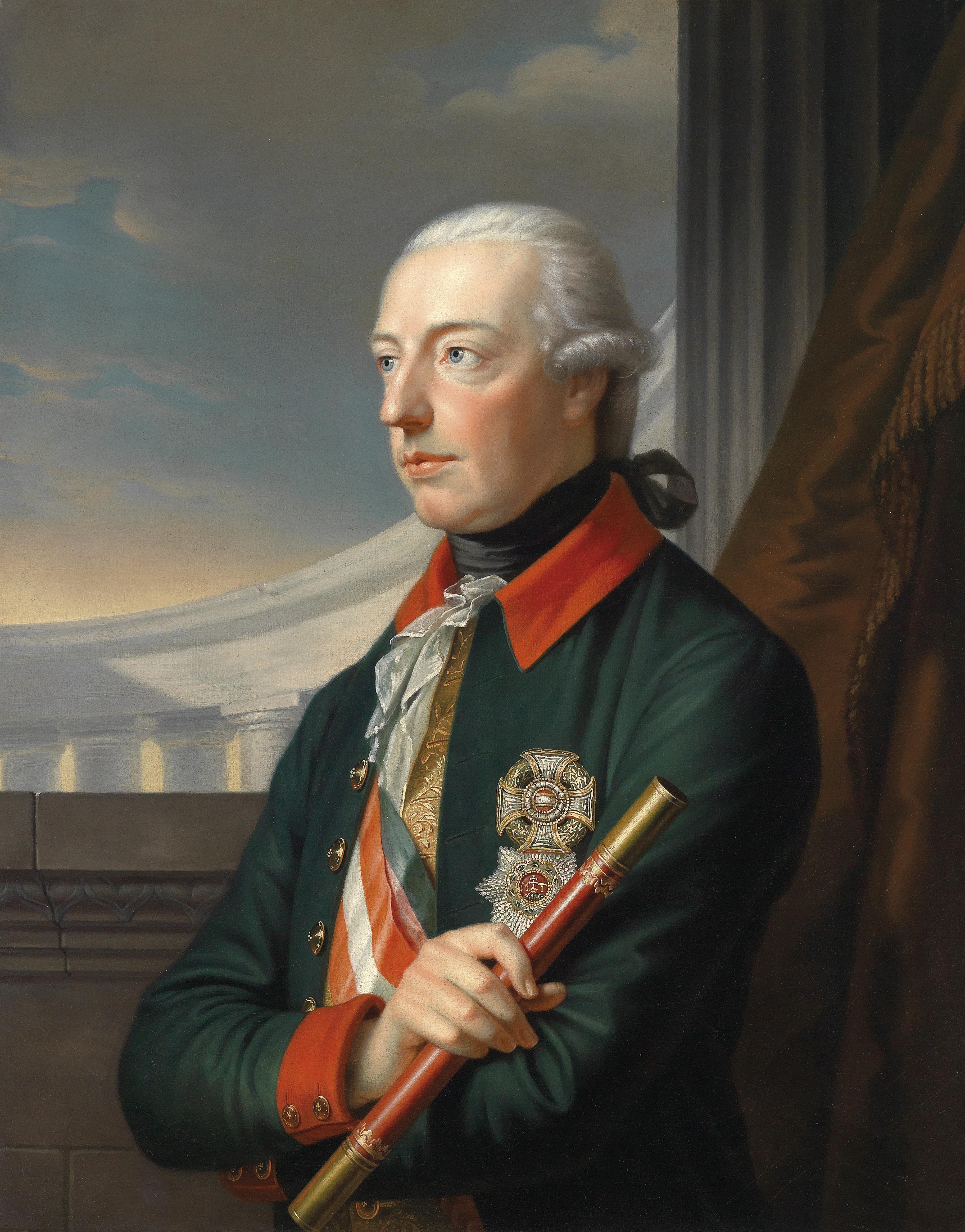
Иосиф II 1765-1790 Император Священной Римской империи
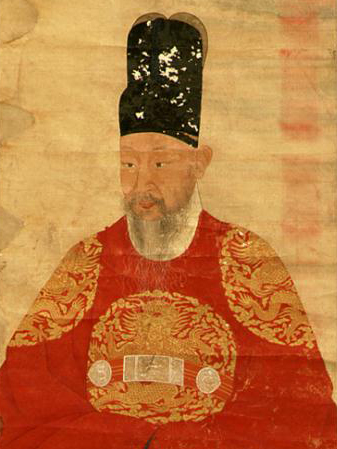
Ёнджо 1724-1776 Ван Чосона
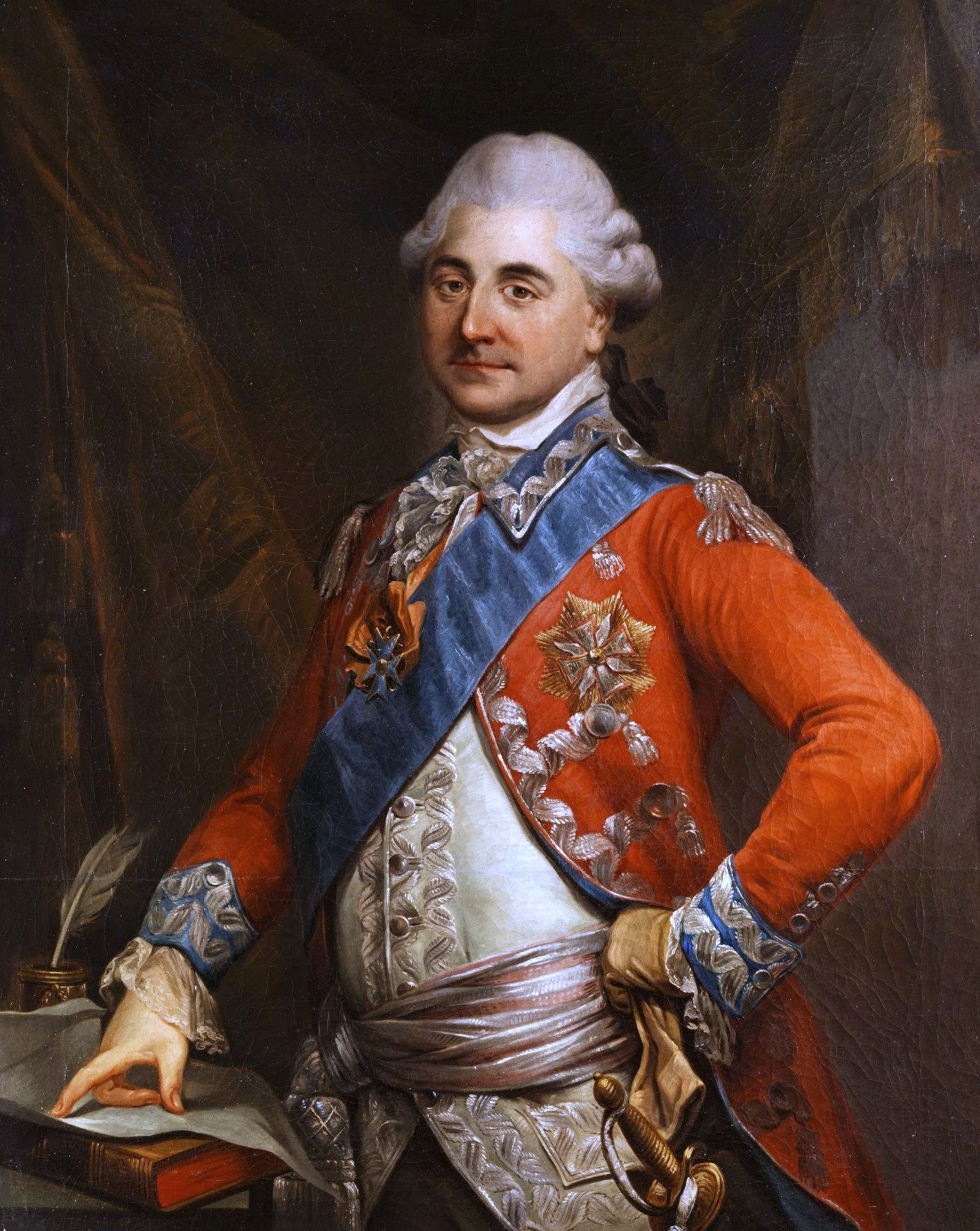
Станислав Понятовский 1764-1795 Король Польши, великий князь Литовский
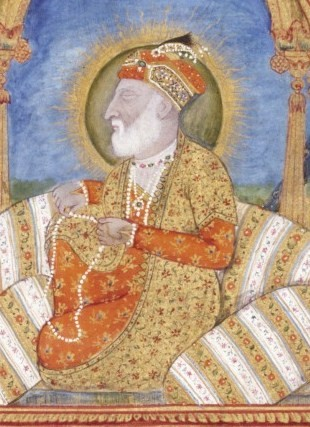
Шах Алам II 1759-1806 Падишах империи Великих Моголов
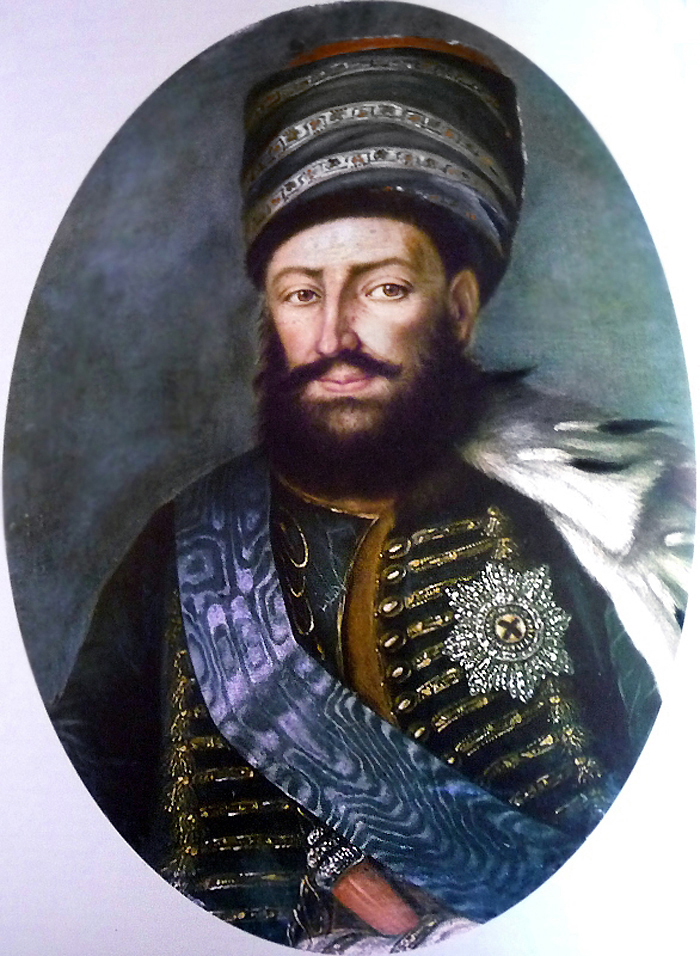
Ираклий II 1762-1798 Царь Картли-Кахети
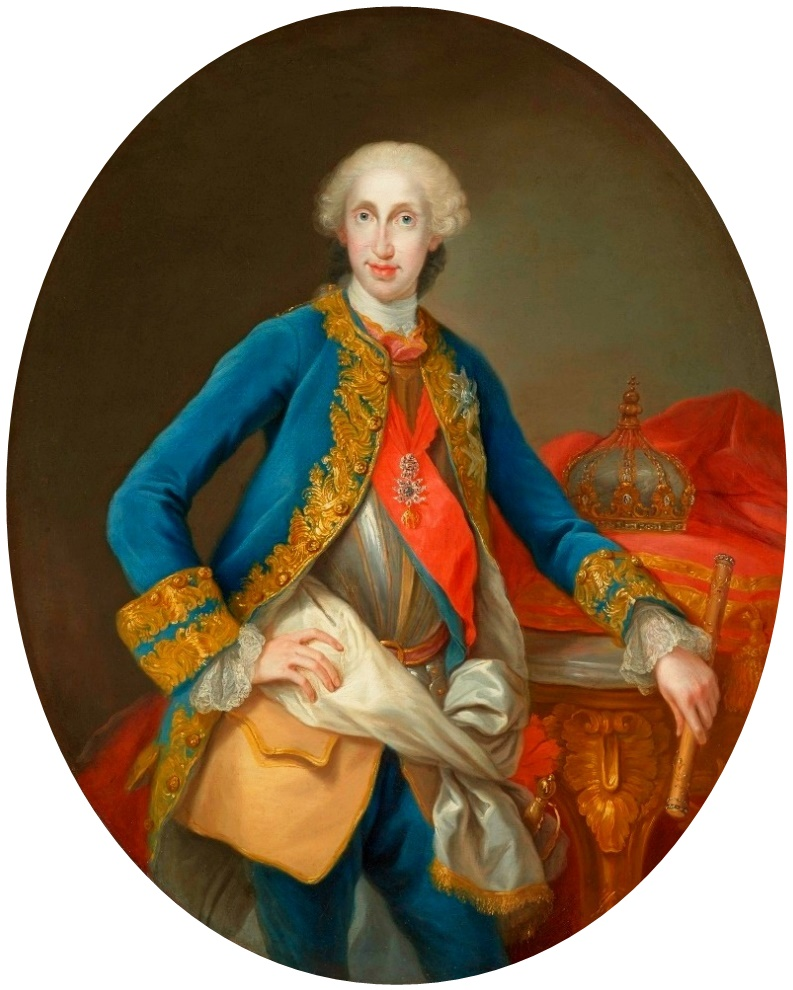
Фердинанд III (IV) 1759-1799 Король Неаполя и Сицилии
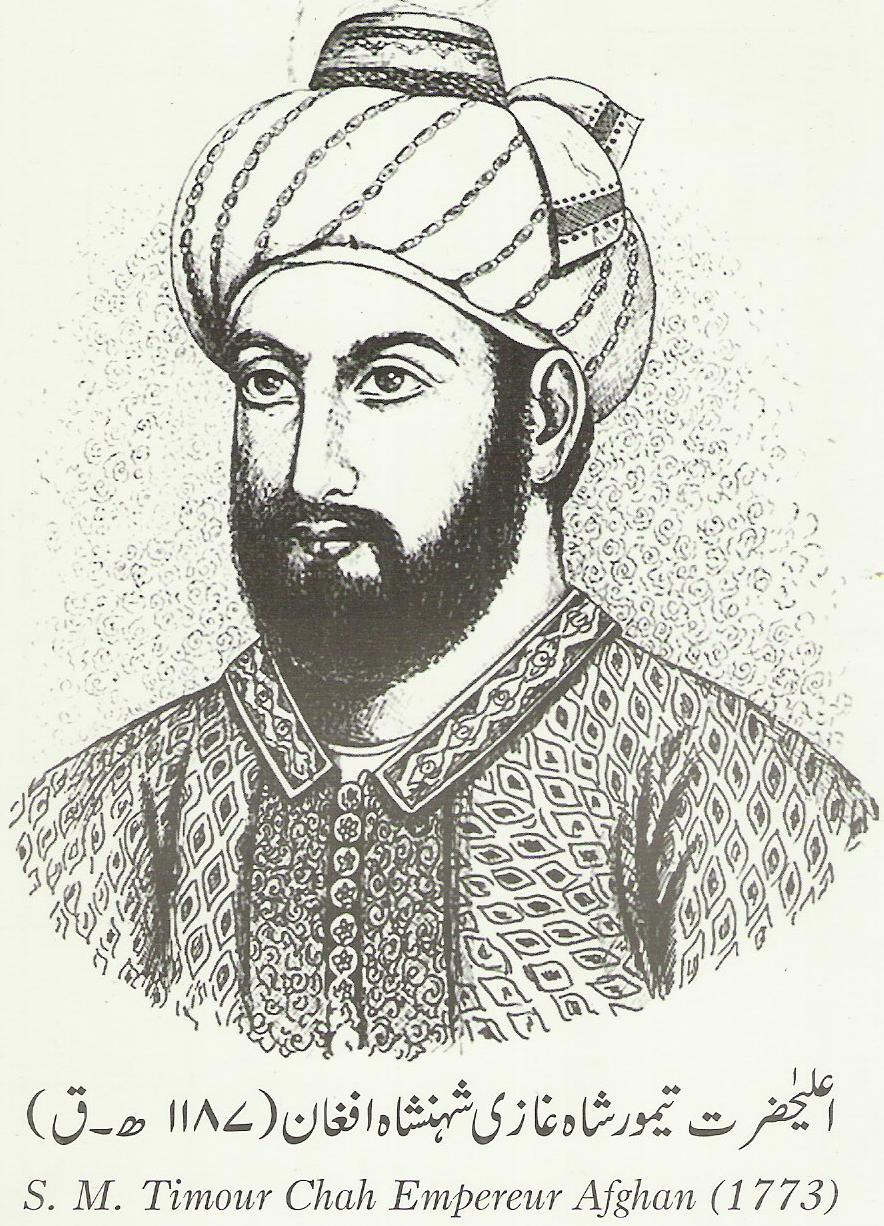
Тимур-шах Дуррани 1772-1793 Шах Дурранийской империи
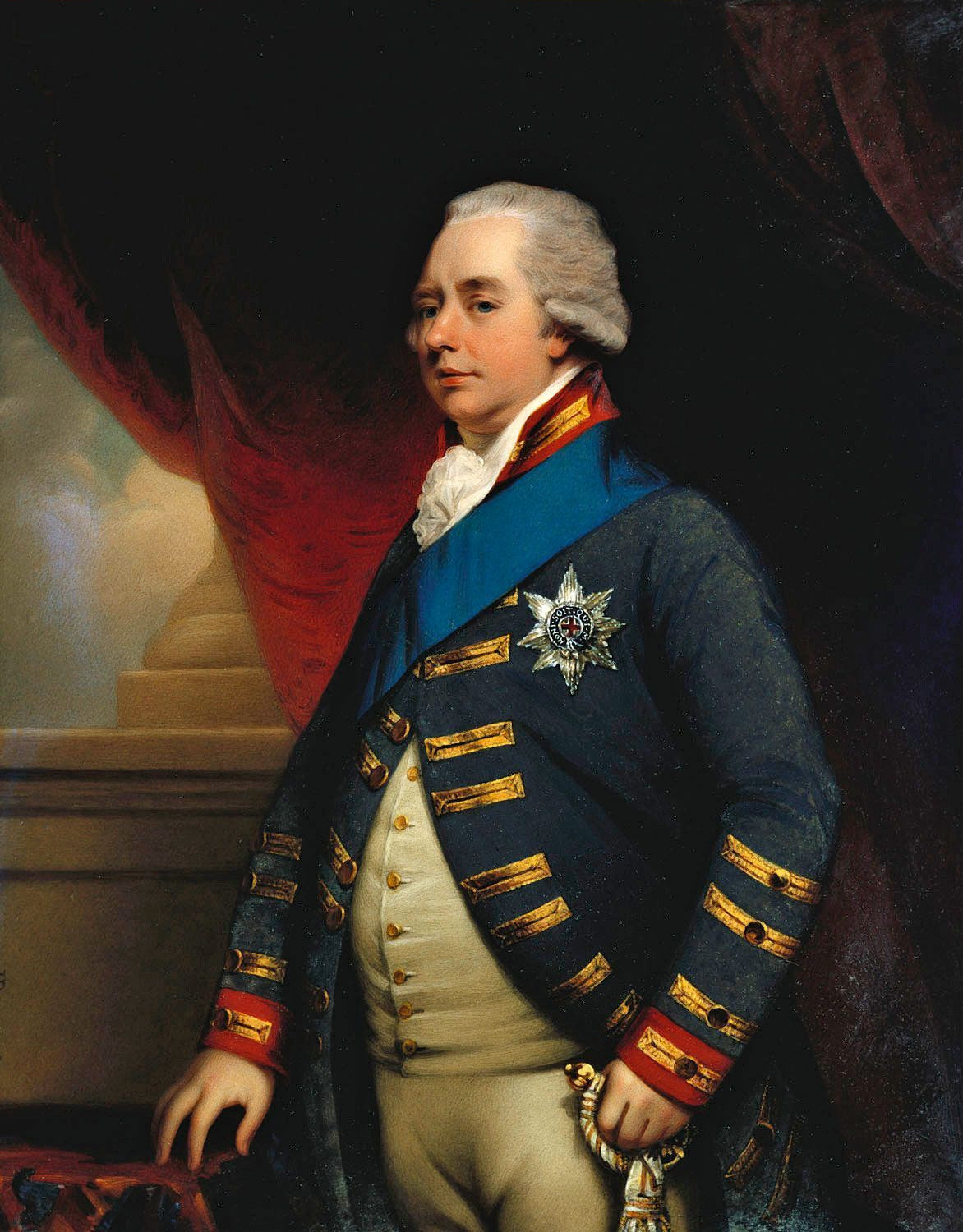
Вильгельм V Оранский 1751-1795 Штатгальтер Нидерландов
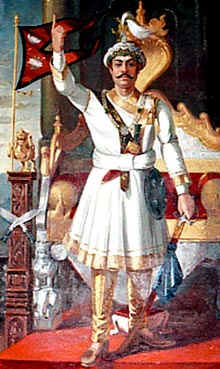
Притхви Нараян 1768-1775 Король Непала
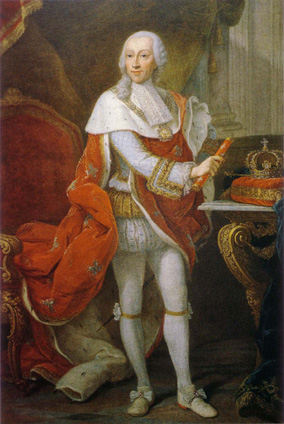
Виктор Амадей III 1773-1796 Король Сардинии
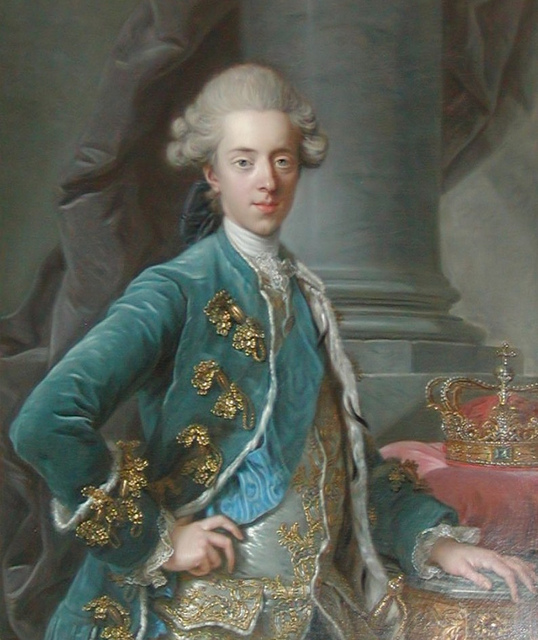
Кристиан VII 1766-1808 Король Дании и Норвегии
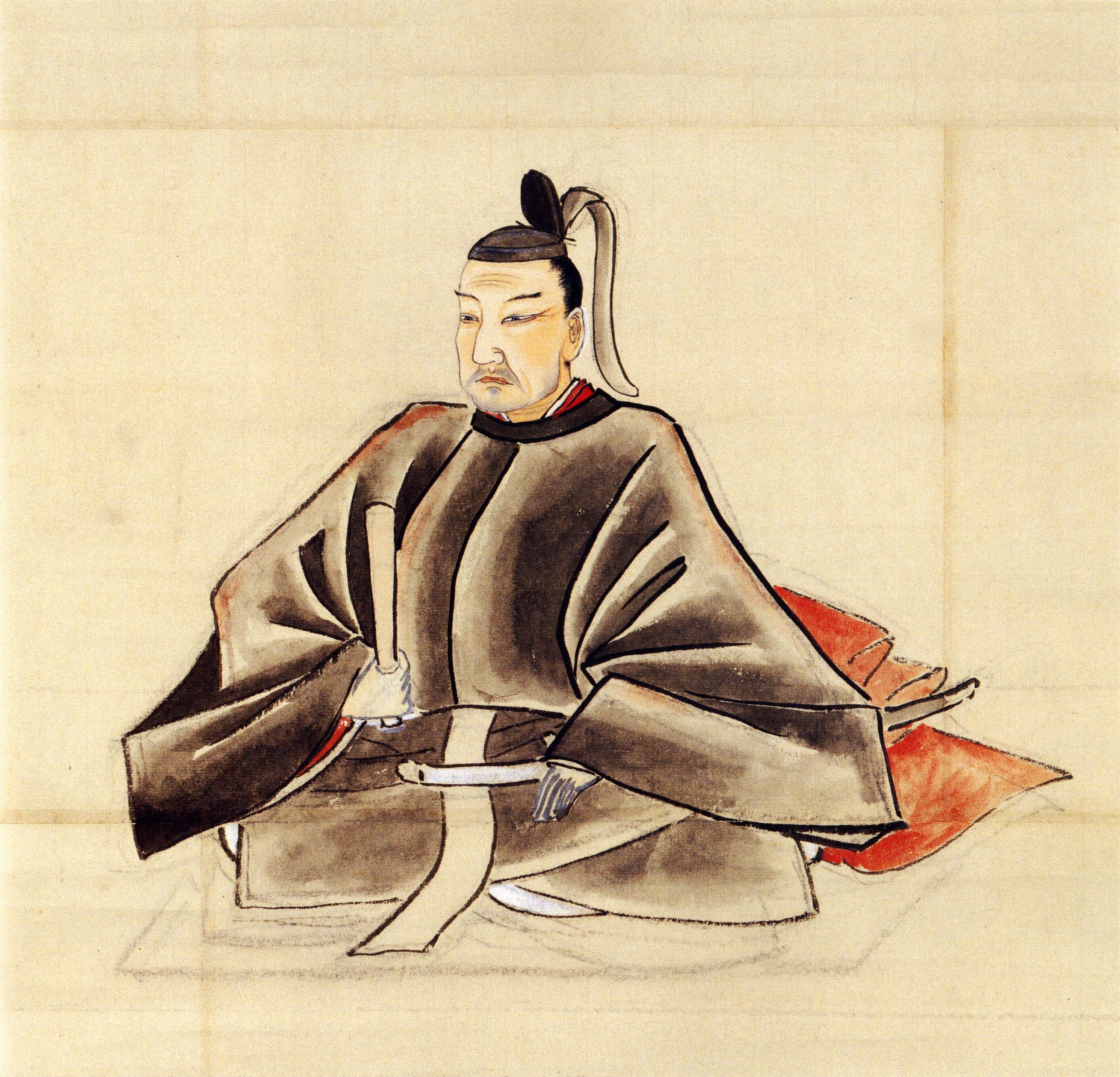
Токугава Иэхару 1760-1786 Сёгун Японии
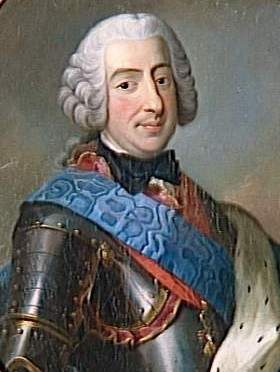
Франческо III д’Эсте 1737-1780 Герцог Модены и Реджо
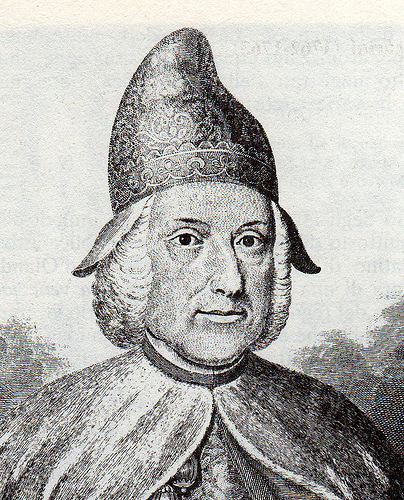
Альвизе IV Мочениго 1763-1778 Дож Венеции
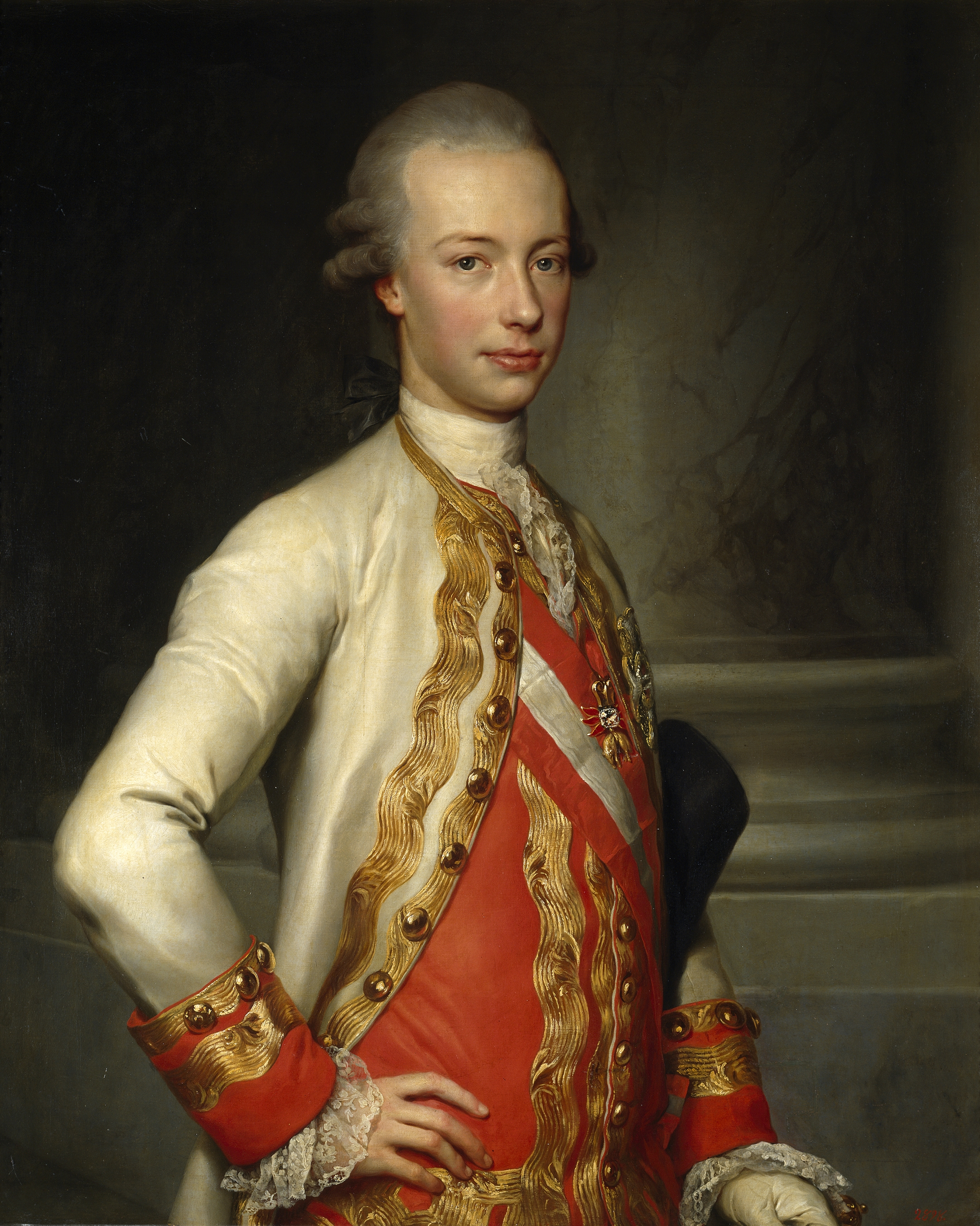
Пьетро Леопольдо I 1765-1790 Великий герцог Тосканский
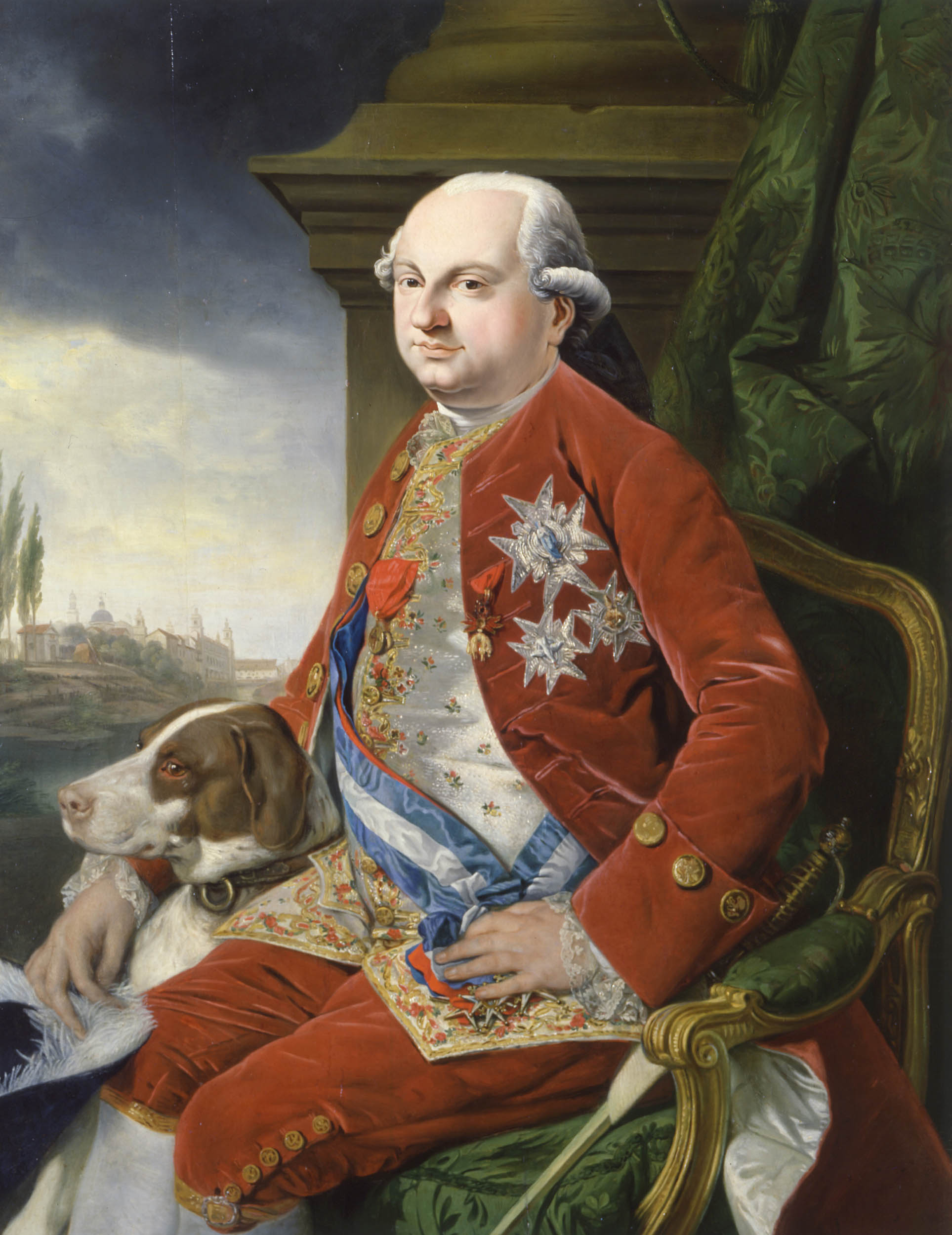
Фердинанд I 1765-1802 Герцог Пармский
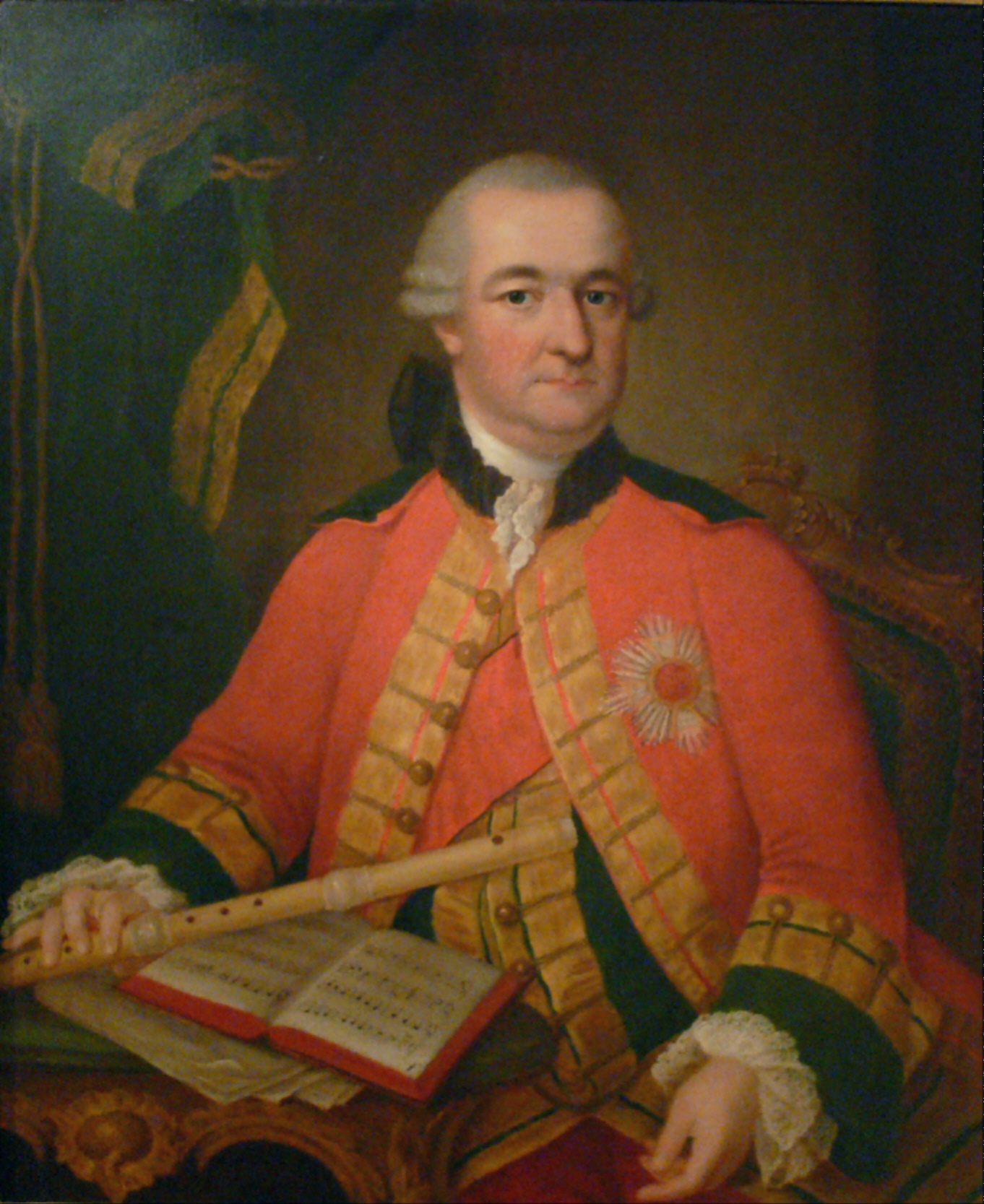
Карл IV Теодор 1742-1799 Курфюрст Пфальца
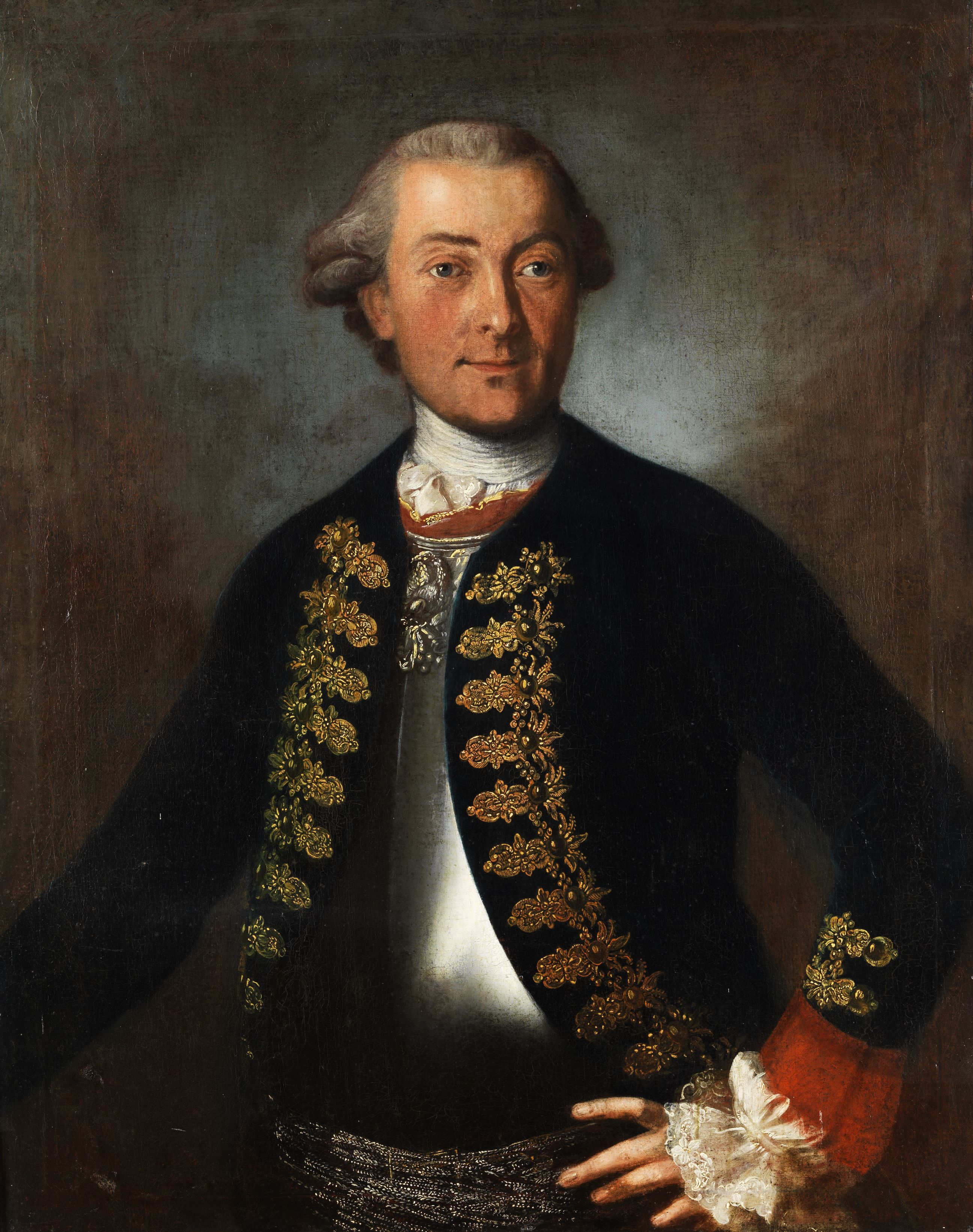
Максимилиан III 1745-1777 Курфюрст Баварии
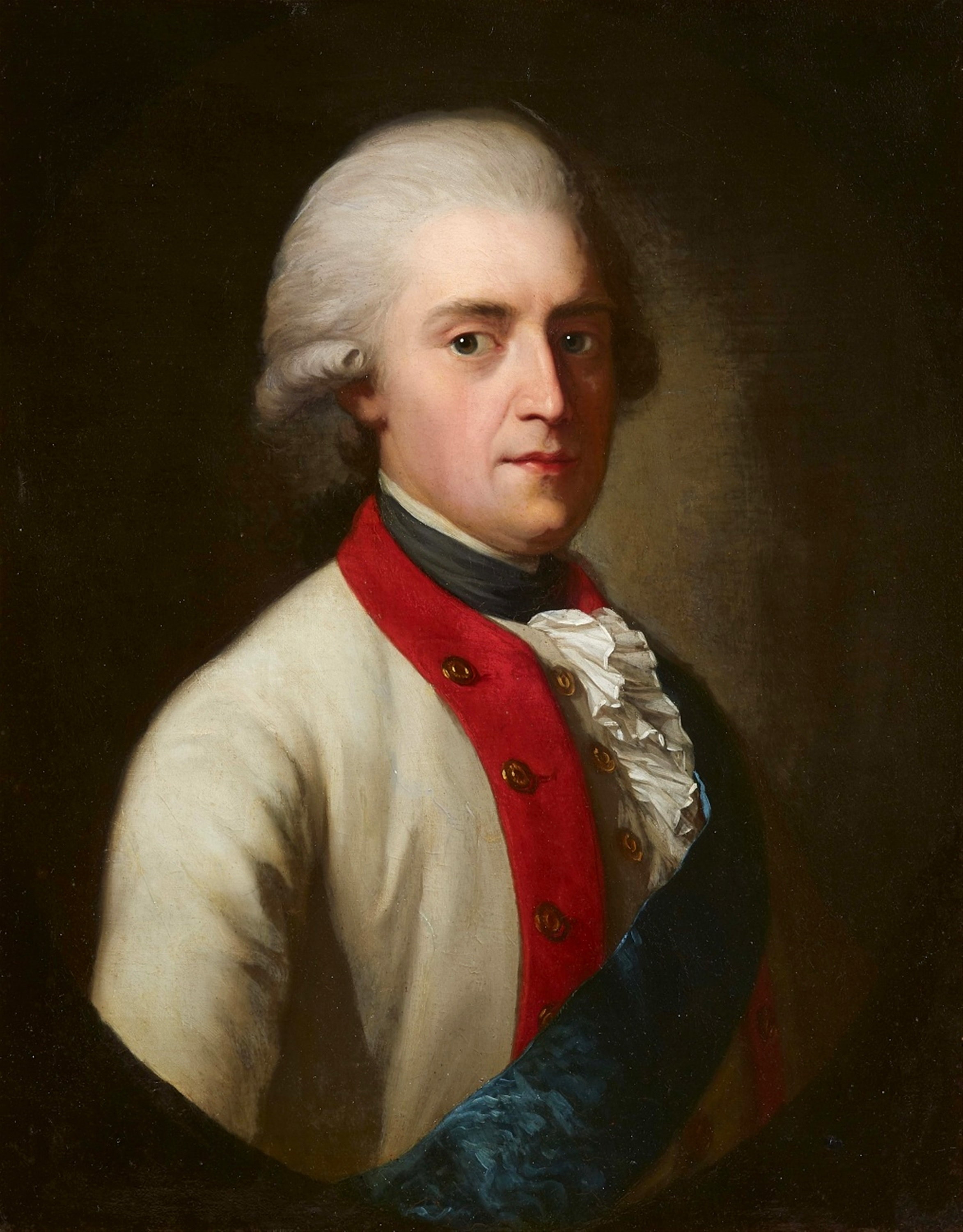
Фридрих Август III 1763-1806 Курфюрст Саксонский
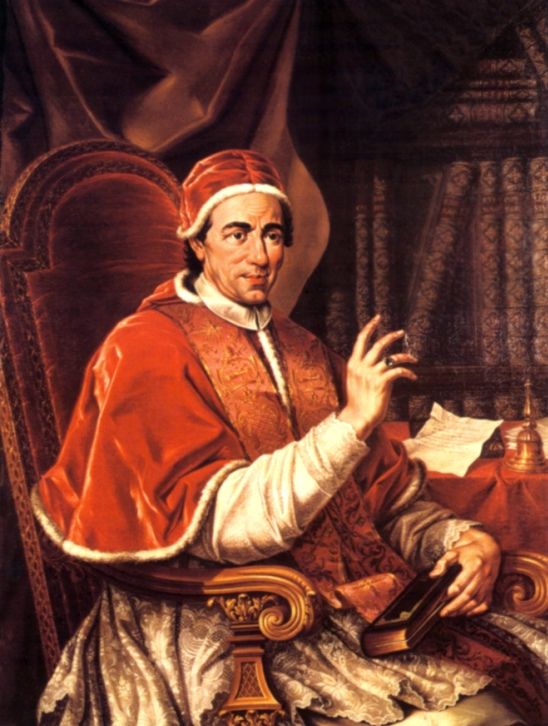
Климент XIV 1769-1774 Папа Римский